# Température au thermomètre-globe mouillé

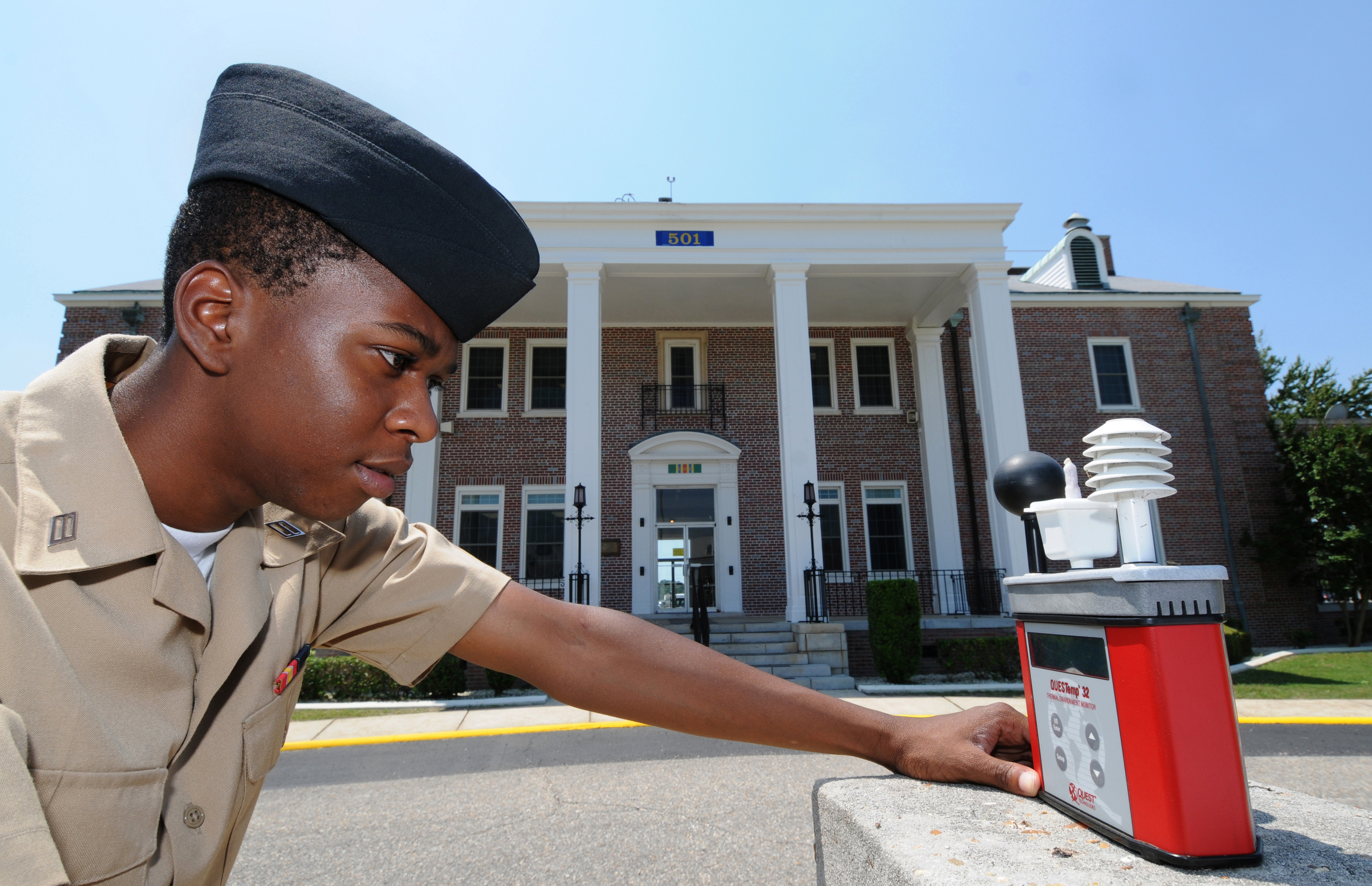
Technicien militaire vérifiant un appareil donnant la température du thermomètre-globe mouillé à la base navale Corry, en Floride.

L'indice de température au thermomètre-globe mouillé (WBGT, de l'anglais wet-bulb globe temperature) est un indice composite de température utilisé pour estimer les effets de la température, de l'humidité et du rayonnement solaire sur l'homme. C'est le seul indice de température ressentie à tenir compte du rayonnement solaire, contrairement à l’indice de chaleur (heat index) utilisé par le National Weather Service ou à l’indice humidex utilisé par le Service météorologique du Canada.
L'indice WBGT a été élaboré par le United States Marine Corps à Parris Island en 1956 pour réduire le risque de traumatismes liés au stress thermique chez les nouvelles recrues et a été révisé à plusieurs reprises. Il est utilisé en hygiène industrielle, mais aussi par les athlètes et les militaires pour déterminer les niveaux d'exposition à des températures élevées.

## Formule
Il est dérivé de la formule suivante, :
{\displaystyle WBGT=0{,}7T_{w}+0{,}2T_{g}+0{,}1T_{d}}
avec
- {\displaystyle T_{w}} la température du thermomètre mouillé, ou température humide naturelle, un indicateur d'humidité ;
- {\displaystyle T_{g}} la température de globe (mesurée avec un thermomètre à globe noir (thermomètre de Missenard ou à boule noire), dont l'organe sensible est en verre noir ou recouvert de noir de fumée de façon à fonctionner approximativement comme un corps noir pour mesurer le rayonnement solaire[4]. Il s'agit de la boule noire au sommet de l'appareil dans l'image du début de l'article) ;
- {\displaystyle T_{d}} la température de l’air mesurée par un thermomètre dont le bulbe est protégé du rayonnement par un écran, comme dans un abri Stevenson. Parfois improprement appelée température sèche ;
- Les températures peuvent être exprimées, soit en degrés Celsius, soit en degrés Fahrenheit[5].

À l'intérieur, ou lorsque le rayonnement solaire est négligeable, on utilise la formule suivante, :
{\displaystyle WBGT=0{,}7T_{w}+0{,}3T_{g}}

### Comparaison avec les autres indices
Parce que le WBGT utilise la température de globe, il tient compte non seulement de l'ensoleillement variant dans le temps selon l'angle du soleil mais également indirectement du refroidissement éolien et de la couverture nuageuse. Il s'agit donc d'un indice plus dynamique que l'humidex et l'indice de chaleur qui utilise seulement la température et l'humidité à l'ombre.

## Valeurs
L’American Conference of Governmental Industrial Hygienists publie des valeurs limites (TLVs) d’exposition qui ont été adoptées par de nombreux gouvernements pour une utilisation sur les lieux de travail. Le processus utilisé pour la détermination du WBGT est également décrit dans la norme ISO 7243, Ambiances chaudes - Estimation du stress thermique sur l'homme au travail, d’après l’indice WBGT.
| Catégorie          | Kcal/unité de travail | WBGT (°C) |
| ------------------ | --------------------- | --------- |
| Travail très léger | 90                    | 30        |
| Travail léger      | 150                   | 30        |
| Travail semi-lourd | 205                   | 26,7      |
| Travail lourd      | 350                   | 25        |

| Répartition du travail dans un cycle travail/repos | Acclimaté | Acclimaté | Acclimaté | Acclimaté  | Limite d’activité (non acclimaté) | Limite d’activité (non acclimaté) | Limite d’activité (non acclimaté) | Limite d’activité (non acclimaté) |
|                                                    | Léger     | Modéré    | Lourd     | Très lourd | Léger                             | Modéré                            | Lourd                             | Très lourd                        |
| 75 à 100 %                                         | 31,0      | 28,0      | –         | –          | 28,0                              | 25,0                              | –                                 | –                                 |
| 50 à 75 %                                          | 31,0      | 29,0      | 27,5      | –          | 28,5                              | 26,0                              | 24,0                              | –                                 |
| 25 à 50 %                                          | 32,0      | 30,0      | 29,0      | 28,0       | 29,5                              | 27,0                              | 25,5                              | 24,5                              |
| 0 à 25 %                                           | 32,5      | 31,5      | 30,5      | 30,0       | 30,0                              | 29,0                              | 28,0                              | 27,0                              |

Dans des zones à température élevée, certaines bases militaires américaines hissent un drapeau pour indiquer la catégorie de risque thermique en fonction du WBGT. Les militaires publient des recommandations  pour l’hydratation et le niveau d'activité physique à ne pas dépasser pour les sujets acclimatés et non acclimatés selon leur équipement, sur la base de l’indice thermique.
| Catégorie | WBGT °F | WBGT °C   | Couleur du drapeau |
| --------- | ------- | --------- | ------------------ |
| 1         | ≤79,9   | ≤26,6     | Pas de drapeau     |
| 2         | 80-84,9 | 26,7-29,4 | Vert               |
| 3         | 85-87,9 | 29,4-31,0 | Jaune              |
| 4         | 88-89,9 | 31,1-32,1 | Rouge              |
| 5         | ≥90     | ≥32,2     | Noir               |

#### En français
- Jérôme Choudin, Nadjia Kechich et Cédric Maurice, Ambiance Thermique : Notion de confort thermique, Université de la méditerranée, coll. « DESS Prévention des risques et nuisances technologiques » (lire en ligne [PDF]).
- « Ergonomie de l’ambiance physique et psychosociale » [PDF], Diplôme d’ergonomie et de physiologie du travail, sur Ergonomie Jussieu (consulté le 19 mai 2018).
- « Ambiance thermique chaude », Mise en place du projet WBGT à l’Armée luxembourgeoise, sur Réseau Téléinformatique de l'Education Nationale et de la Recherche (consulté le 19 mai 2018).
- « Estimation WBGT à partir humidité relative » [PDF], sur RSPSAT, 8 juin 2004 (consulté le 19 mai 2018).

#### En anglais
- (en) « The Wet Globe Kit » (consulté le 5 août 2014)
- (en) « Thermal Comfort observations », sur Bureau of Meteorology (consulté le 5 août 2014) : « Inclut une formule approximative du WBGT à partir de la température ambiante et de l'humidité relative »